# Віллі Семеду
Віллі Джонсон Семеду Афонсу або просто Віллі Семеду (порт. Willy Johnson Semedo Afonso / Willy Semedo / фр. Willy Johnson Semedo Afonso / Willy Semedo; нар. 27 квітня 1994, Монфермей, Франція) — кабовердійський та французький футболіст, нападник та вінґер кіпрського клубу «Омонія» та національної збірної Кабо-Верде.

## Клубна кар'єра
Народився 27 квітня 1994 року в Монфермей, в департаменті Сена-Сен-Дені. Футболом розпочав займатися у 7-8-річному віці в клубі «Аркей». Потім виступав за «Монруж» (U-13), а також за «Монруж» (U-17) у національному чемпіонаті Франції. Один сезон відіграв за «Булонь-Білланкур», після чого повернувся до «Монружа», де виступав як за команду U-19, так і за дорослу команду.
У 2014 році покинув клуб О-де-Сен, щоб приєднатися до кіпрського клубу «Алкі Орокліні». З кіпріотським клубом у період з 2015 по 2017 рік тричі поспіль підвищився в класі, щоб перевести клуб з четвертого в перший дивізіон. Він, зокрема, став переможцем четвертого дивізіону в 2015 році і чемпіоном другого дивізіону в 2017 році, а також Кубку Кіпру для третього і четвертого дивізіону в 2016 році.
31 січня 2018 року за 150 000 євро перейшов до «Шарлеруа», з яким підписав контракт на два сезони з можливістю продовження ще на 2 роки. У футболці «Зебр» дебютував 13 квітня 2018 року в нічийному (2:2) поєдинку проти плей-оф проти «Генка», в якому на 83-й хвилині замінив Крістіана Бенавенте.
30 серпня 2018 року щоб отримати більше ігрового часу відданий в оренду на півсезону в «Руселаре», з другого бельгійського дивізіону.
1 лютого 2019 року підписав 6-місячний контракт з румунським клубом «КСМ Політехніка Ясси».
Влітку 2019 року приєднався до «Гренобля» з Ліги 2. У футболці Гренобля дебютував 26 липня 2019 року в рамках в нічийному (3:3) поєдинку 1-го туру чемпіонату проти «Генгама», замінивши Джонатана Тінана через 20 хвилин. Відзначився першим голом за «Гренобль» у першому раунді Кубку Ліги проти «Родез» (нічия 1:1, потім перемога «Гренобля» по серії післяматчевих пенальті).
22 червня 2021 року, після завершення контракту з «Греноблем», повернувся на Кіпр, де підписав 2-річний контракт з «Пафосом».
В липні 2023 року Семеду приєднався до кіпрської «Омонії».

## Кар'єра в збірній
Народився в сім'ї вихідців з Кабо-Верде, 1 жовтня 2020 року отримав дебютний виклик до національної збірної Кабо-Верде. Свій перший матч за «Блакитних акул» зіграв 7 жовтня в переможному (2:1) товариському матчі проти Андорри, а під час зимової перерви його замінив Гаррі Родрігеш. Три дні по тому зіграв свій другий матч за збірну, у програному (1:2) товариському поєдинку проти Гвінеї. Віллі вийшов на поле на 73-й хвилині, замінивши Марку Суареша.

## Статистика виступів

### Клубна
Станом на 7 жовтня 2021.
| Сезон                      | Команда                    | Чемпіонат                  | Чемпіонат | Чемпіонат | Нац. кубок | Нац. кубок | Нац. кубок | Конт. кубок | Конт. кубок | Конт. кубок | Інші кубки | Інші кубки | Інші кубки | Загалом | Загалом |
| Сезон                      | Команда                    | Змаг                       | Матчі     | Голи      | Змаг       | Матчі      | Голи       | Змаг        | Матчі       | Голи        | Змаг       | Матчі      | Голи       | Матчі   | Голи    |
| -------------------------- | -------------------------- | -------------------------- | --------- | --------- | ---------- | ---------- | ---------- | ----------- | ----------- | ----------- | ---------- | ---------- | ---------- | ------- | ------- |
| 2014-2015                  | «Алкі Орокліні»            | D                          | 22        | 4         |            | -          | -          |             | -           | -           |            | -          | -          | 22      | 4       |
| 2015-2016                  | «Алкі Орокліні»            | G                          | 28        | 7         |            | -          | -          |             | -           | -           |            | -          | -          | 28      | 7       |
| 2016-2017                  | «Алкі Орокліні»            | B                          | 26        | 12        |            | -          | -          |             | -           | -           |            | -          | -          | 26      | 12      |
| 2017-січ. 2018             | «Алкі Орокліні»            | A                          | 20        | 5         |            | -          | -          |             | -           | -           |            | -          | -          | 20      | 5       |
| Загалом за «Алкі Орокліні» | Загалом за «Алкі Орокліні» | Загалом за «Алкі Орокліні» | 96        | 28        |            | -          | -          |             | -           | -           |            | -          | -          | 96      | 28      |
| січ.-тр. 2018              | «Шарлеруа»                 | Д1                         | 2         | 0         |            | -          | -          |             | -           | -           |            | -          | -          | 2       | 0       |
| 2018-січ. 2019             | «Руселаре»                 | Д2                         | 11        | 0         |            | -          | -          |             | -           | -           |            | -          | -          | 11      | 0       |
| січ.-тр. 2019              | «Політехніка» (Ясси)       | Л1                         | 10        | 0         |            | -          | -          |             | -           | -           |            | -          | -          | 10      | 0       |
| 2019-2020                  | «Гренобль»                 | Л2                         | 20        | 3         | КФЛ        | 1          | 1          |             | -           | -           |            | -          | -          | 21      | 4       |
| 2020-2021                  | «Гренобль»                 | Л2                         | 38        | 7         | КФ         | 2          | 0          |             | -           | -           |            | -          | -          | 40      | 7       |
| Загалом за «Гренобль»      | Загалом за «Гренобль»      | Загалом за «Гренобль»      | 58        | 10        |            | 3          | 1          |             | -           | -           |            | -          | -          | 61      | 11      |
| 2021-2022                  | «Пафос»                    | A                          | 5         | 3         | КК         | 1          | 0          |             | -           | -           |            | -          | -          | 6       | 3       |
| Усього за кар'єру          | Усього за кар'єру          | Усього за кар'єру          | 182       | 41        |            | 4          | 1          |             | -           | -           |            | -          | -          | 186     | 42      |

### У збірній
| Дата       | Місто            | Господарі  | Результат | Гості        | Турнір                                    | Голи | Примітки |
| ---------- | ---------------- | ---------- | --------- | ------------ | ----------------------------------------- | ---- | -------- |
| 7-10-2020  | Андорра-ла-Велья | Андорра    | 1 – 2     | Кабо-Верде   | товариський матч                          | -    | 57'      |
| 10-10-2020 | Фару             | Кабо-Верде | 1 – 2     | Гвінея       | товариський матч                          | -    | 73'      |
| 8-6-2021   | Тієс             | Сенегал    | 2 – 0     | Кабо-Верде   | товариський матч                          | -    |          |
| 7-10-2021  | Аккра            | Ліберія    | 1 – 2     | Кабо-Верде   | Відбір до ЧС 2022                         | -    | 63'      |
| 9-1-2022   | Яунде            | Ефіопія    | 0 – 1     | Кабо-Верде   | Кубок африканських націй 2021 - 1-й раунд | -    | 68'      |
| 13-1-2022  | Яунде            | Кабо-Верде | 0 – 1     | Буркіна-Фасо | Кубок африканських націй 2021 - 1-й раунд | -    | 70'      |
| Усього     |                  | Матчів     | 6         |              | Голів                                     | 0    |          |

## Досягнення
«Алкі Орокліні»
- Другий дивізіон Кіпру
  -  Чемпіон (1): 2016/17

- Четвертий дивізіон Кіпру
  -  Чемпіон (1): 2014/15

- Кубок Кіпру (для Третього та Четвертого дивізіону)
  -  Володар (1): 2015/16